# Quercus rapurahuensis
Quercus rapurahuensis, és una espècie tropical de roure perennifoli que pertany a la família de les fagàcies. Està dins de la secció dels roures vermells. És originari de Costa Rica i del nord de Panamà, en el boscos tropicals premuntanyencs i muntanyencs.

## Taxonomia
Quercus rapurahuensis va ser descrita per Henri François Pittier (Karl Otto von Seemen) i publicat a Bulletin de l'Herbier Boissier, sér. 2, 4(7): 654. 1904.
Etimologia
Quercus: nom genèric del llatí que designava igualment al roure i a l'alzina.
rapurahuensis: epítet,
Sinonímia
- Quercus seemannii subsp. rapurahuensis (Pittier ex-Seemen) A.E. Murray (basiònim)
- Quercus seemannii var. rapurahuensis (Pittier ex-Seemen) A.E. Murray (basiònim)[1]